# Luciogobius pallidus
Luciogobius pallidus är en fiskart som beskrevs av Regan, 1940. Luciogobius pallidus ingår i släktet Luciogobius och familjen smörbultsfiskar. IUCN kategoriserar arten globalt som otillräckligt studerad. Inga underarter finns listade i Catalogue of Life.